# Juan Aguilera Araneda
Juan Aguilera Araneda (Coronel, 23 de octubre de 1903-ibídem, 21 de octubre de 1979) fue un futbolista chileno que jugaba de puntero derecho.
Participó como seleccionado nacional en la Copa Mundial de Fútbol de 1930.

## Trayectoria
Nació en 1903 en Coronel en el sector de Buen Retiro, una población obrera, era descendiente de los primeros emigrantes que llegaron al mineral en el año 1800. Pedro, su padre, trabajaba en el Chiflón N°4 de Maule. Siendo muy joven, trabajó en Puchoco en el departamento de bienestar de la Carbonífera Schwager, se casó con Hortencia Muñoz y tuvo cinco hijos: Juan Aguilera Muñoz, Alicia Aguilera Muñoz, Magaly Aguilera Muñoz, Sylvia Aguilera Muñoz y César "Perucca" Aguilera Muñoz. Era apodado el “chute” Aguilera, por su potente derechazo y su vestir "achutado" (siempre de corbata).
Sus inicios futbolísticos fueron en el club “Schwager” de su ciudad natal, en el que jugaba mientras trabajaba en la Carbonífera del mismo nombre. Después se trasladó a jugar en el Audax Deportivo de Coronel.
Después sus buenas actuaciones hicieron que el Audax Italiano lo invitara a ser parte de su plantel, estando en este club logro ser llamado a la selección nacional. Al regreso del Mundial llegó a jugar a San Luis de Quillota, formando parte del equipo durante un par de temporadas.
Murió en su hogar de Coronel en 1979.

## Selección nacional
Fue internacional con la selección chilena durante el año 1930, teniendo participación en una edición de la Copa Mundial de Fútbol. Jugó solamente un partido oficial.
Fue nominado por primera vez para viajar al Mundial en tierras charrúas, asistió como reserva y no fue considerado por el técnico para los primeros dos partidos. Estuvo en el equipo titular en el tercer partido frente a Argentina, donde el equipo cayó derrotado y quedó eliminado del mundial.

### Participaciones en Copas del Mundo
| Torneo               | Sede    | Resultado    | Partidos |
| -------------------- | ------- | ------------ | -------- |
| Copa Mundial de 1930 | Uruguay | Primera fase | 1        |
| Total                | Total   | Total        | 1        |

### Partidos internacionales
| 1     | 22 de julio de 1930 | Estadio Centenario, Montevideo, Uruguay | Argentina  | 3-1 | Chile | Copa Mundial 1930 |
| Total |                     |                                         | Presencias | 1   |       |                   |

## Clubes
| Club                       | País  | Año       |
| -------------------------- | ----- | --------- |
| Schwager de Coronel        | Chile | 1920-...  |
| Audax Deportivo de Coronel | Chile | 1923-1929 |
| Audax Italiano             | Chile | 1930      |
| San Luis                   | Chile | 1930-1933 |

## Palmarés

### Torneos locales
| Título                             | Club     | País  | Año  |
| ---------------------------------- | -------- | ----- | ---- |
| Primera División de Quillota       | San Luis | Chile | 1931 |
| Campeonato de Apertura de Quillota | San Luis | Chile | 1931 |
| Primera División de Quillota       | San Luis | Chile | 1932 |
| Primera División de Quillota       | San Luis | Chile | 1933 |
| Copa Sporting de Quillota          | San Luis | Chile | 1933 |